# Skomorohî, Sokal
Skomorohî (în ucraineană Скоморохи) este localitatea de reședință a comunei Skomorohî din raionul Sokal, regiunea Liov, Ucraina.

## Demografie
Componența lingvistică a localității Skomorohî
     Ucraineană (99,89%)
     Alte limbi (0,11%)
Conform recensământului din 2001, majoritatea populației localității Skomorohî era vorbitoare de ucraineană (99,89%), existând în minoritate și vorbitori de alte limbi.